# Portugal a la Primera Guerra Mundial

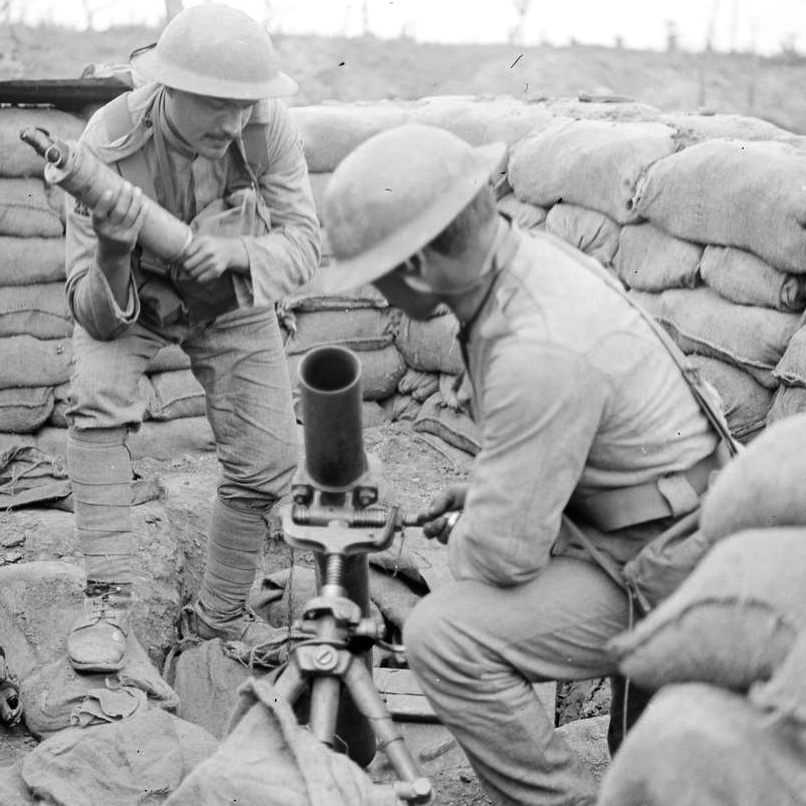
Tropes portugueses carregant un morter.

Portugal va voler mantenir-se neutral a principi de la Primera Guerra Mundial. Però en nom de l'antiga aliança luso-britànica, els anglesos van demanar als portuguesos que prenguessin els vaixells alemanys que flotaven en els ports del riu Tajo. Llavors l'entrada a la guerra va ser immediata. Alemanya li va declarar automàticament la guerra a Portugal. El país, si bé ja havia patit les conseqüències de la guerra mentre no hi va intervenir, ara seria objecte de tota la maquinària bel·licosa d'estat.

## Entre la neutralitat i la bel·ligerància
Quan va esclatar la Primera Guerra Mundial, Portugal va mantenir una actitud ambigua entre la neutralitat i la declaració de guerra. No hi havia cap posició oficial i el país no es declarava per d'un costat i per l'altre. Això va mantenir el país al marge de la guerra durant el principi del conflicte. Portugal sortia d'una monarquia i acabava d'entrar en el règim republicà. El primer govern de la República va haver d'encarar els reptes d'un país pobre i poc industrialitzat. La situació econòmica i social era pèssima, tirant cap a més que alarmant. Per exemple, l'any 1914 es compta amb un 43% de mortalitat infantil. Prop del 80% de la població portuguesa viu al camp. Del 20% restant, Lisboa i Porto són les ciutats que concentren el gruix urbà. El país viu una situació de «tercer món», per dir-ho d'alguna manera. La societat és encara molt agrícola i la riquesa la seguia ostentant l'exfamília reial. El 71% de la població femenina encara no sap ni llegir ni escriure. La immigració era la solució recorrent davant d'aquesta pobresa. Les vagues es va multiplicar, ara que estaven autoritzades per la República. Tot i així, la repressió policial davant les manifestacions obreres i anarquistes no es van deixar esperar. La Revolta de la Patata (1917) seria la més destacada de totes. Els establiments comercials van ser objecte d'assalts i robatoris, en vista de la revolta popular. Quan Portugal va entrar a la guerra al costat dels Aliats, la situació econòmica i social del país va empitjorar encara més. És precisament per aquest motiu que va triomfar el cop d'Estat del 1925. La feblesa dels governs republicans va portar a una situació insostenible i, en ple creixement feixista europeu, l'extrema dreta s'apoderà del país i imposà una dictadura que duraria fins als anys 1970.

## L'entrada a la guerra
I malgrat aquesta situació, Portugal es va veure obligat a entrar en la guerra. Els anglesos van apel·lar a l'antiga aliança britanico-portuguesa per sol·licitar la presa dels vaixells alemanys que sojornaven al riu Tajo. Portugal va accedir-hi i Alemanya li va declarar la guerra. El govern portuguès es va comportar automàticament com un agent controlador. Si la situació no era gens bona abans que esclatés la guerra, ara seria terrible. En cap moment el govern va crear un ministeri exprés de la Guerra, com si havia passat en altres països. Ni tampoc es va encarregar de crear un ministeri que gestionés l'economia del país. Tot i així, el Ministeri de Foment i de Finances Públiques van ser els responsables de racionalitzar, fixar els preus i la venda. Si abans de la guerra el govern tenia por d'intervenir en la país per no influenciar sobre els principis bàsics d'una economia de lliurecanvi, ara feia tot el contrari.

### El socialisme i l'anarquisme
D'igual manera que a l'Europa aliada, els socialistes, comunistes i anarquistes portuguesos es van declarar en contra de participar en la guerra. Una guerra que qualificaven d'estúpida i innecessària. A Portugal aquest moviment de protesta va ser molt fort. Tant que se celebraven habitualment assemblees populars a diferents ciutats portugueses per condemnar l'entrada de Portugal o la guerra més generalment. L'anarquisme i socialisme portuguès acostumaven a enviar cartes de solidaritat a l'anarquisme i socialisme francès. Tot i així hi va haver d'anarquistes que es van sumar als favorables a la guerra. Eren anarquistes que creien que calia derrocar les ambicions imperialistes alemanyes. Són aquests mateixos els responsables d'haver signat un manifest molt cèlebre a Portugal, el «Manifesto dos Dezasseis» (el Manifest dels Setze), en què 16 personalitats anarquistes es declaraven en contra d'Alemanya i a favor de la guerra.

### La mà d'obra femenina
A Europa les dones van haver de sortir de casa per posar-se a treballar en les fàbriques com a substitutes dels homes que van haver de marxar per batallar en els fronts. Aquesta situació no va tenir lloc al principi de declaració de guerra a Portugal atès que els homes es van oferir per treballar el doble. El país encara era molt masclista. Fins i tot davant la guerra les dones havien de quedar-se a casa. Les úniques que treballaven, en tot cas, eren les infermeres. Malgrat això hi va haver dones que van treballar i, en aquest sentit, els salaris eren molt inferiors als dels homes. De manera general i sense fer cap distinció de sexe els salaris van ser augmentats durant el conflicte. Però l'augment no es va notar entre la població a causa d'una situació dramàtica d'inflació. Per tot plegat el mercat negre va començar a proliferar. El govern va intentar regular la situació laboral dels treballadors i treballadores, reduint les hores de treball i aprovant la Llei de Seguretat en el Treball. Però de res varen servir les mesures atès que la llei no preveia sanccions en cas de no compliment. Així es va fer difícil l'aplicació de les mesures. Al final de la guerra les dones van ser cridades pel govern per reconstruir el país i, sobretot, per casar-se amb els militars que havien sobreviscut al conflicte però que havien patit mutilacions i traumes psicològics. Són els anomenats «estropiados», és a dir, soldat molt marcats física i piscològicament pel conflicte. També i com a recompensa pel treball portat per la població femenina, el govern va accedir a donar més drets socials i polítics a la dona. Però el sufragi femení va continuar a l'espera i només va ser aprovat l'any 1931. En la dècada dels 1920 es va encoratjar a les dones de tornar a la llar i permetrar així el model de societat masclista.

### Espionatge i telecomunicacions
Portugal també va ser objecte d'espionatges per totes bandes. D'igual manera que la resta de països europeus, les telecomunicacions portugueses es van veure afectades pel conflicte. L'any 1914 els alemanys tenien dues línies submarines de telèfon a l'illa portuguesa del Faial. Quan va entrar en joc l'aliança luso-britànica i que els Alemanys van declarar la guerra a Portugal, les dues línies varen ser tallades per l'administració portuguesa mateixa. Els alemanys que vivien a Portugal van ser expulsats, se'ls van prendre els béns i després se'ls va donar 5 dies per abandonar el país. Els efectes per la tallada de les dues línies van afectar i molt les comunicacions internacionals, sobretot pel que fa a les diplomàtiques. La correspondència alemanya també s'hi va veure afectada.

### Guerra a l'Àfrica i Flandes

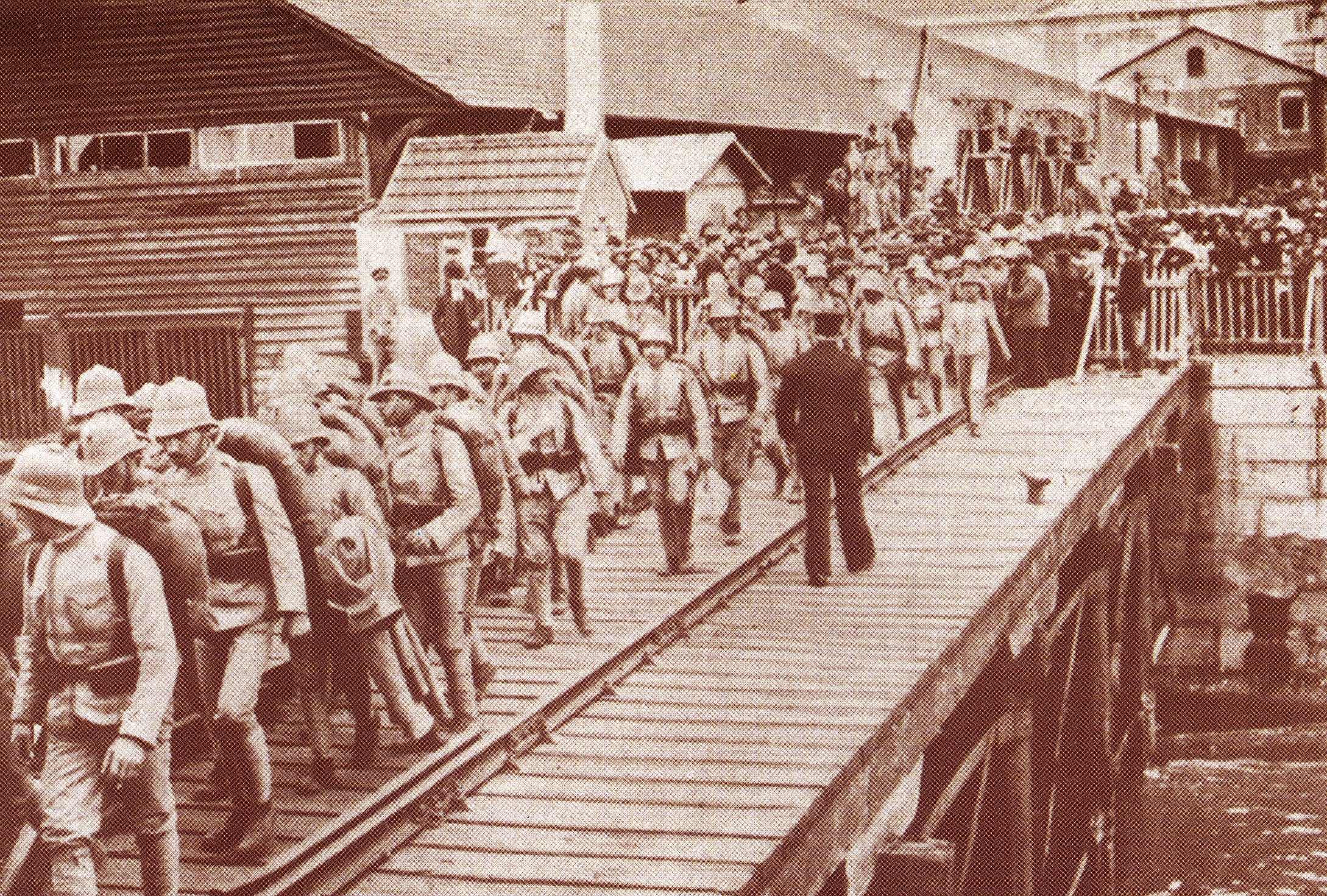
Embarcament de les tropes portugueses direcció Angola.

La declaració de guerra cap a Portugal va fer que les colònies portugueses es veiessin afectades directament. Mentre s'enviava militars portuguesos a Flandes, Moçambic i Angola rebien atacs alemanys. El govern va crea el CEP (Corpo Expedicionário Português, és a dir, el Cos Expedicionari Portuguès), és a dir, les tropes portugueses mobilitzades expressament per la guerra. Aquestes van haver d'anar a fer la guerra a Flandes i anar a protegir els Açores, la Madeira, Moçambic i Angola. El paper dels portuguesos dins del conflicte es va deixar notar sobretot a Àfrica, encara que des del front flamenc molts caiguessin a les mans alemanyes. A Àfrica, precisament, s'hi van crear camps de concentració que es destinaven als alemanyes presos. Les fotografies que es tenen dels camps mostren en aparença una espècie de «ressort». Probablement, la propaganda portuguesa volia fer veure als alemanys que els seus ciutadans havien estat ben tractats en els camps portuguesos i, així Portugal esperava que els presoners portuguesos dels alemanys rebessin el mateix tracte. Durant la guerra, d'altra banda, el govern va reautoritzar la pena de mort dintre de la Justícia Militar. L'objectiu era pressionar sobre els soldats que es poguessin negar a participar en el conflicte. La batalla de La Lys és la més important vist al participació portuguesa.

## Després de la Guerra
Després de la guerra, el país va patir encara més els desastres d'una economia gens productiva i en plena crisi. Si abans de la guerra les vagues s'havien multiplicat, ara eren pràcticament el pa de cada dia. Per exemple, l'any 1918 es van fer unes 69 vagues a Lisboa. La misèria va continuar i això va fer que la república com a règim polític trontollés. En coherència amb allò que succeïa a Europa (feixisme espanyol, italià, alemany…) a Portugal el feixisme també va aconseguir la victòria, però sense la necessitat de cap guerra civil, com la viscuda a Espanya. El cop militar del 1925 va instaurar una dictadura d'extrema dreta personificada per Oliveira Salazar. El salazarimse va durar fins al principi de la dècada dels 1970, moment en què la Revolució dels Clavells va instaurar la II República.

### Monuments als morts

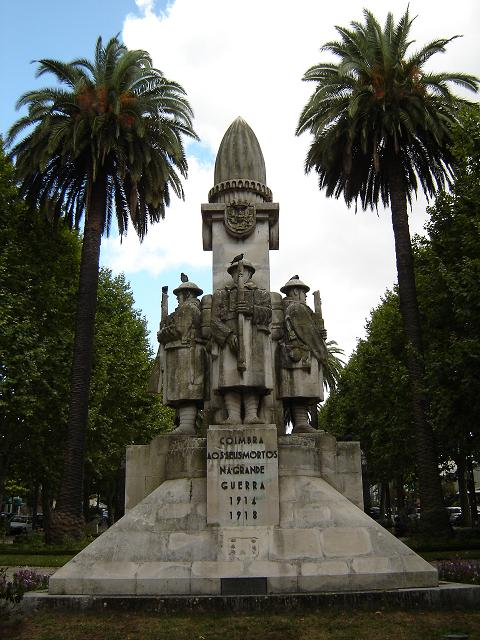
Monument als morts, Coimbra (Portugal)
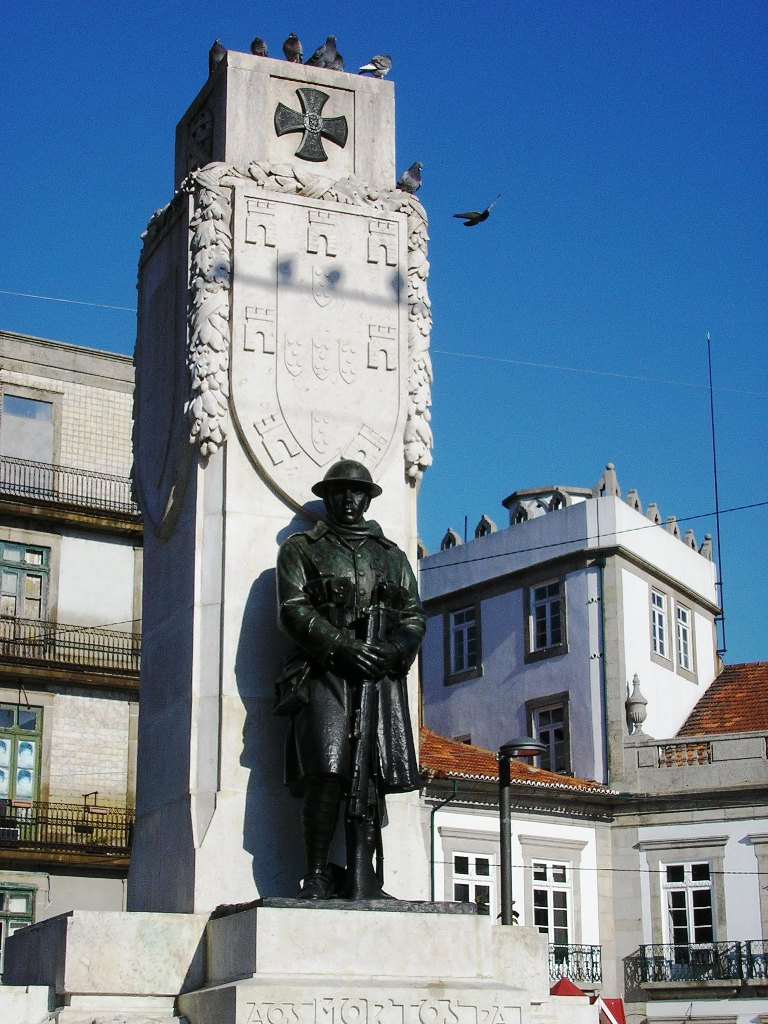
Monument als morts, Porto (Portugal)
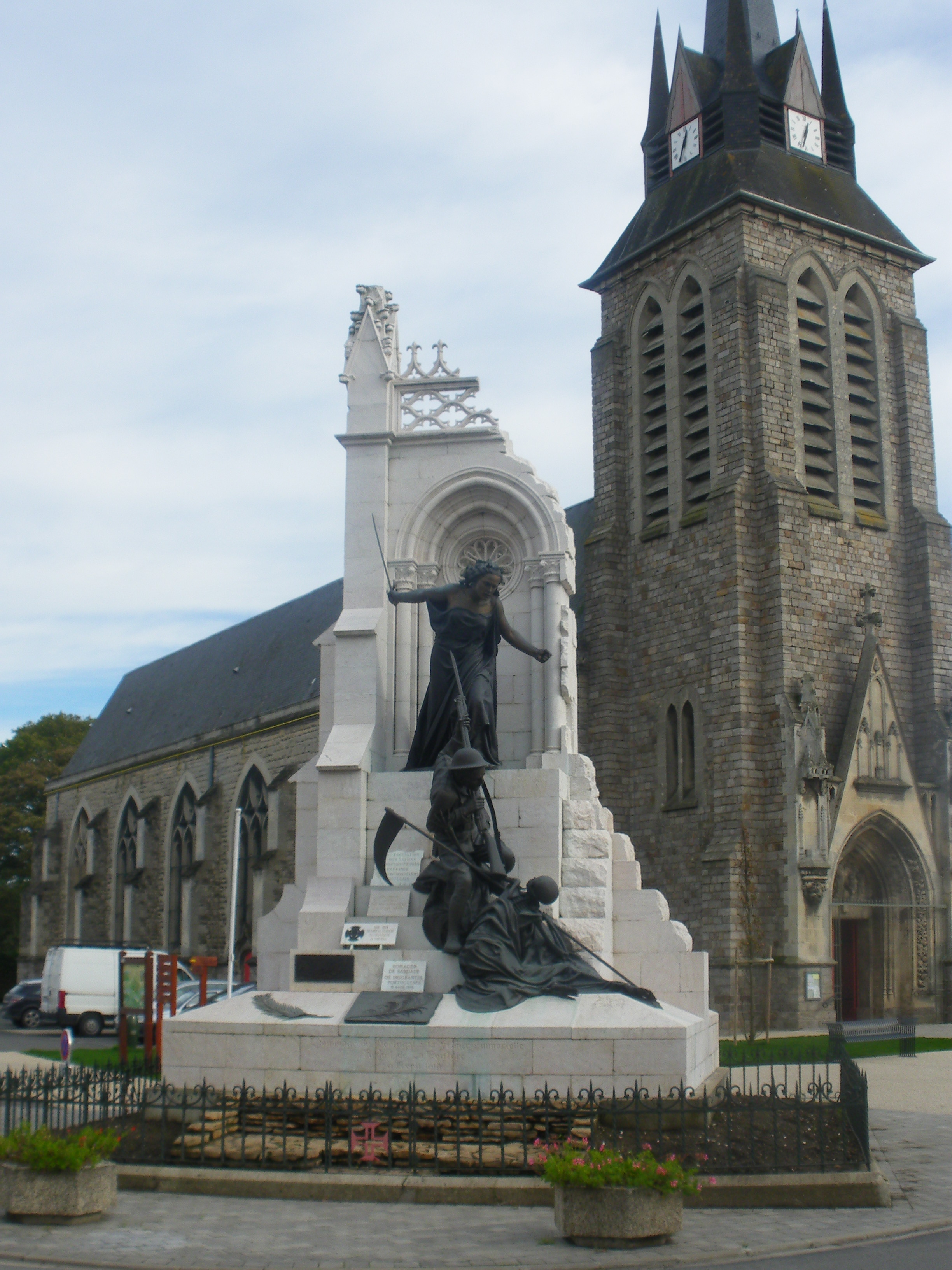
La Couture, monument als portuguesos per França (Lisboa)
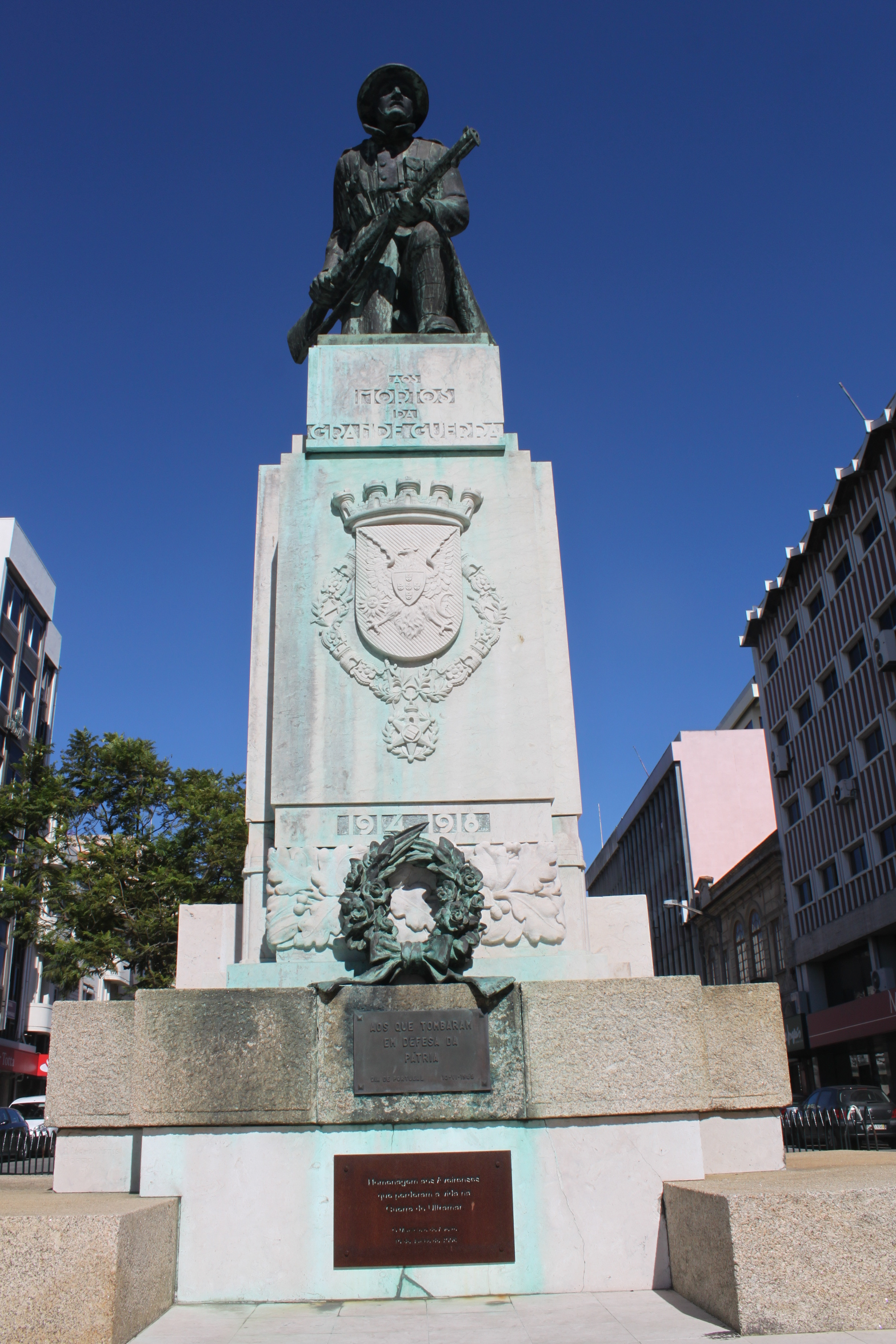
Monument als morts de la Gran Guerra